# Bandarban (distrito)

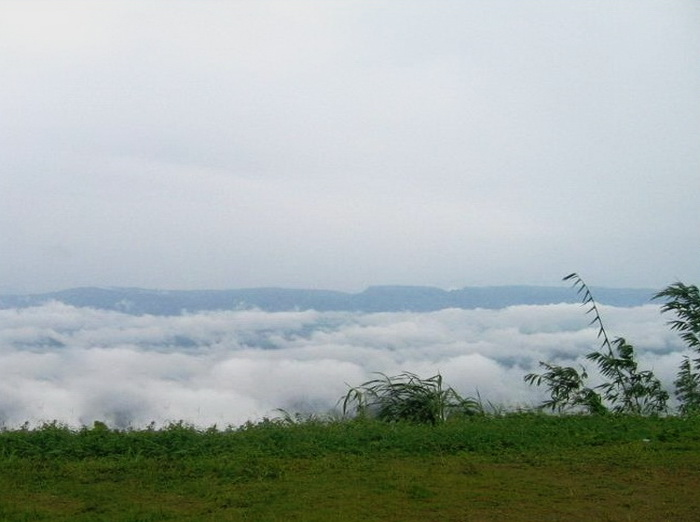
Nilgiri, Bandarban

Bandarban (বান্দরবান, em bengali) é um distrito localizado na divisão de Chatigão, no sudeste do Bangladexe. Sua capital é a cidade de Bandarban.

## Geografia
O distrito possui uma área total de 4479 km². Limita-se ao norte com o distrito de Rangamati; ao sul, com o Mianmar e o rio Naf; à leste, com Mianmar e o distrito de Rangamati; e à oeste, com os distritos de Chatigão e Cox's Bazar.
A temperatura média anual máxima é de 34,6°C e a mínima é de 13°C. A precipitação média anual de chuvas é de 3031 mm.
O principais rios do distrito são Shankha, Matamuhuri e Bakkhali.